# دانيال ويبستر وارنر
دانيال ويبستر وارنر هو سياسي كندي، ولد في 1 أكتوبر 1857 في ريتشلاند في الولايات المتحدة، وتوفي في 14 مايو 1933 في Strathcona County ‏ في كندا. نشط حزبياً في Progressive Party of Canada ‏ والحزب الليبرالي الكندي. وقد انتخب عضو مجلس العموم الكندي.